# Austrocytheridea
Austrocytheridea is een geslacht van kreeftachtigen uit de klasse van de Ostracoda (mosselkreeftjes).

## Soort
- Austrocytheridea dispersopunctata Whatley, Chadwick, Coxill & Toy, 1987